# Alessandro Avogadro di Casanova
Alessandro Avogadro di Casanova (Vercelli, 24 marzo 1812 – Firenze, 8 marzo 1886) è stato un generale e politico italiano.
Fu senatore del regno d'Italia nella XIII legislatura.

## Biografia
Figlio del conte Carlo Avogadro di Casanova e della contessa Angelica di Castelnuovo, entrò nell'esercito sabaudo nell'aprile 1832, con il grado di sottotenente. Nel 1838 fu nominato tenente. Nel 1848 fu promosso capitano, partecipando alla prima guerra d'indipendenza; riceve la medaglia d'argento al valor militare per la sua partecipazione ai combattimenti a Vicenza il 10 giugno di quell'anno e poi un'altra per essersi distinto durante la battaglia di Novara (23 marzo 1849). Nel 1850 divenne maggiore. Nel 1855 partecipò alla spedizione in Crimea, alla fine della quale, nel 1856, fu nominato tenente colonnello. Nel 1859 divenne colonnello, partecipando alla seconda guerra d'indipendenza e distinguendosi nella battaglia di San Martino. Nel 1860 fu promosso maggiore generale, e partecipò alla campagna di Ancona e della Bassa Italia; per il coraggio dimostrato nell'espugnazione di Gaeta fu insignito della medaglia d'oro al valor militare. Nel 1862 raggiunse il grado di tenente generale che tenne fino al 1881, quando fu collocato in posizione ausiliaria. 
Nel 1877 fu nominato Senatore del Regno.